# نوال 86
ألبوم نوال 86 هو ثالث ألبوم للفنانة نوال الكويتية واحتوى على خمسة أغاني وقد صدر في عام 1986.

## قائمة الأغاني
1. «سولفنا»
2. «شلون ما أشره عليك»
3. «فارس أحلامي»
4. «مجرد شك»
5. «الوداع»